# Jan Kazimierz Dorawski
Jan Kazimierz Dorawski (ur. 8 lutego 1899 w Krakowie, zm. 16 stycznia 1975 r. tamże) – polski oficer lekarz, taternik i alpinista, autor wielu nowych dróg wspinaczkowych w Tatrach, działacz turystyczny, taternicki i narciarski, autor trzech książek i licznych artykułów w czasopismach taternickich.

## Życiorys
W latach 1918–1920 służył w Wojsku Polskim. W 1922 jako podporucznik rezerwy posiadał przydział do kompanii zapasowej sanitarnej nr 10. 8 stycznia 1924 został zatwierdzony w stopniu podporucznika ze starszeństwem z 1 października 1920 i 14. lokatą w korpusie oficerów rezerwy sanitarnych, grupa podlekarzy. Posiadał wówczas przydział w rezerwie do 10 batalionu sanitarnego w Przemyślu. W następnym roku został przydzielony do 5 batalionu sanitarnego w Krakowie. W 1934, jako oficer rezerwy pozostawał w ewidencji Powiatowej Komendy Uzupełnień Kraków Miasto. Posiadał przydział do Kadry Zapasowej 5 Szpitala Okręgowego w Krakowie.
Po ukończeniu studiów medycznych zawodowo związał się z Krakowem, pracując jako lekarz rentgenolog. W 1947 był jednym z inicjatorów reaktywacji Koła Krakowskiego Polskiego Lekarskiego Towarzystwa Radiologicznego.

## Działalność wspinaczkowa
Od 1906 poznawał Tatry turystycznie podczas wyjazdów wakacyjnych. Taternictwo uprawiał od 1922 i do ok. 1935 był jednym z czołowych polskich taterników.
Od chwili założenia w 1923 r. należał do Sekcji Taternickiej Akademickiego Związku Sportowego w Krakowie. W tym samym czasie wstąpił również do Polskiego Związku Narciarskiego. Działał też w Sekcji Turystycznej Polskiego Towarzystwa Tatrzańskiego, a później w Klubie Wysokogórskim PTT oraz w Zarządzie Głównym PTT.
W połowie lat 20. XX w. wraz z niektórymi członkami Sekcji Taternickiej krakowskiego AZS stworzył nieformalną grupę taterników o zdecydowanie sportowym nastawieniu zwaną „Grupą Syfonów”, która w latach 1926–1930 nadawała ton polskiemu taternictwu. W tym czasie Dorawski dokonał wielu przejść nowych dróg w Tatrach:
- Rumanowy Szczyt północno-wschodnią ścianą (1928),
- Lodowy Szczyt z Doliny Śnieżnej (1929),
- Mały Kieżmarski Szczyt dolnymi urwiskami północnej ściany (1929),
- Diabla Przełęcz od wschodu (1930),
- Gerlach wschodnią ścianą (1930),
- Kieżmarski Szczyt południową ścianą (1930),
- Ramię Krywania środkiem północnej ściany (1930),
- Lodowy Szczyt północno-zachodnią ścianą (1931).

Towarzyszami jego wypraw byli inni wybitni wspinacze tamtych czasów, jak Wincenty Birkenmajer, Kazimierz Kupczyk, Adam i Marian Sokołowscy, Alfred i Jan Alfred Szczepańscy, Mieczysław Szczuka czy Karol Wallisch.
W 1931 r. brał udział w wyprawie alpinistycznej w Alpy Delfinackie, gdzie uczestniczył m.in. w III przejściu południowej ściany La Meije w grupie górskiej Écrins. W 1934 r. był uczestnikiem I polskiej wyprawy w Andy, gdzie brał udział w pierwszych wejściach na Alma Negra (6120 m n.p.m.) i na La Mesa (6200 m n.p.m.). W 1934 r. kierował polską wyprawą w Atlas Wysoki, podczas której również uczestniczył w przejściach nowych dróg wspinaczkowych.

## Funkcje sprawowane w organizacjach turystycznych i sportowych
- 1925–1929: członek Komisji Sportowej Polskiego Związku Narciarskiego,
- 1925–1948 (z przerwami): sekretarz i wiceprezes Zarządu Głównego Polskiego Towarzystwa Tatrzańskiego,
- 1928–1932: prezes Sekcji Taternickiej Akademickiego Związku Sportowego w Krakowie,
- 1946–1950: prezes Klubu Wysokogórskiego PTT.

W 1950 r. został mianowany członkiem honorowym Klubu Wysokogórskiego PTT, a w 1974 r. członkiem honorowym Polskiego Związku Alpinizmu.

## Publikacje
Dorawski dużo publikował na tematy związane z taternictwem i himalaizmem. Ogłosił wiele artykułów, notatek, sprawozdań, recenzji itp. zarówno w czasopismach specjalistycznych („Taternik”, „Wierchy”), jak i w prasie codziennej. Był jednym z najlepszych w swoim czasie znawców dziejów zdobywania Himalajów. Napisał książki:
- Walka o szczyt świata, Warszawa 1955,
- Człowiek zdobywa Himalaje, Kraków 1957,
- Wysoko w Andach, Warszawa 1961 („Iskry”, seria Naokoło świata).